# لوگین‌آیلند
لوگین‌آیلند (به انگلیسی: Loughinisland) یک روستا در بریتانیا است که در شهرستان داون واقع شده‌است.